# Carmen Belén Núñez
Carmen Belén Núñez Oller (* 25. Dezember 1957 in Madrid) ist eine ehemalige spanische Wasserspringerin, die bei Mittelmeerspielen eine Gold-, eine Silber- und zwei Bronzemedaillen gewann.

## Sportliche Karriere
Carmen Belén Núñez startete für den Real Canoe Natación Club in Madrid.
Bei den Mittelmeerspielen 1971 in Izmir wurde nur der Wettbewerb vom Drei-Meter-Brett ausgetragen. Die Italienerin Rena Magifi siegte vor ihrer Landsfrau Bruna Rossi und der 13-jährigen Carmen Belén Núñez. Im Jahr darauf trat Núñez bei den Olympischen Spielen 1972 in München vom 10-Meter-Turm an, konnte sich aber als 25. des Vorkampfs nicht für das Finale qualifizieren.
Die Mittelmeerspiele 1975 fanden in Algier statt. Erneut stand für die Frauen nur der Wettbewerb vom Drei-Meter-Brett auf dem Programm. Carmen Belén Núñez siegte vor der Französin Christiane Wiles und der Italienerin Giovanna Marchi. Bei den Olympischen Spielen 1976 in Montreal belegte Núñez wie vier Jahre zuvor den 25. Platz in der Qualifikation, diesmal allerdings vom Drei-Meter-Brett.
Bei den Mittelmeerspielen 1979 in Split gab es sowohl den Wettbewerb vom Turm als auch den vom Brett. Vom Brett siegte die Französin Isabelle Arène vor Núñez. Beim Springen vom Zehn-Meter-Turm siegte die Italienerin Carolina Fusco vor der Jugoslawin Selena Trajković und Carmen Belén Núñez. Im Jahr darauf fehlten bei den Olympischen Spielen in Moskau die Springerinnen aus einigen Ländern wegen des Olympiaboykotts. Núñez trat vom Drei-Meter-Brett an und belegte den 17. Platz in der Qualifikation, nur die ersten acht Springerinnen erreichten das Finale.